# Queenstown Hill
Queenstown Hill, également connue sous son nom maori Te Tapu-nui, est une montagne qui revêt un caractère sacré et d'une grande ferveur pour le peuple maori. Cette montagne d'une altitude de 907 mètres se situe près de Queenstown, en Nouvelle-Zélande, dans l'île du Sud.

## Géographie
Les niveaux inférieurs de la colline contiennent des logements, en particulier près de Queenstown, Frankton Road et Marina Heights. À mi-hauteur de la colline se trouve une grande forêt composée principalement de sapins douglas et de mélèzes, tandis que le sommet est largement dégagé et que la couverture du sol est constituée de touffes et de végétation indigène. Queenstown Hill abrite également une ferme composée de 1 800 moutons qui appartient et est exploitée par les Middleton qui ont acheté le bail en 1963 et ont détenu le terrain en 1978. Le Queenstown Hill Time Walk fait partie des terres appartenant aux Middleton.

## Randonnée
Le Time Walk est un sentier sur Queenstown Hill qui a été créé pour marquer le millénaire en l'an 2000. L'entrée du sentier se trouve sur Belfast Terrace, marqué par un portail en fer forgé qui montre des symboles de la région. De nombreux panneaux le long du sentier décrivent l'histoire de la région. La marche dure environ trois heures aller-retour, mais peut être raccourcie en ne parcourant pas la boucle complète. Les règles de la randonnée sont les suivantes : ce sentier de randonnée est interdit aux vélos. Les chiens sont autorisés à mi-hauteur de la piste jusqu'à la limite du terrain privé, mais doivent être tenus en laisse en tout temps.
Non loin du sommet se trouve une sculpture de Caroline Robinson appelée Basket of Dreams, qui se traduit par le « panier des rêves », qui offre de vastes panoramas sur l'ensemble du bassin, notamment sur le lac Wakatipu, le pic Cecil et les Remarkables.